# Аплинг (округ)
А́плинг (англ. Appling County) — округ штата Джорджия, США. Население округа на 2000 год составляло 17419 человек. Административный центр округа — город Баксли.

## История
Округ Аплинг основан в 1818 году.

## География
Округ занимает площадь 1318.3 км2.

## Демография
Согласно Бюро переписи населения США, в округе Аплинг в 2000 году проживало 17419 человек. Плотность населения составляла 13.2 человек на квадратный километр.